# Madaripur S.
Madaripur S. är ett underdistrikt i Bangladesh. Det ligger i den centrala delen av landet, 60 km söder om huvudstaden Dhaka.
Trakten runt Madaripur S. består till största delen av jordbruksmark. Runt Madaripur S. är det mycket tätbefolkat, med 1 221 invånare per kvadratkilometer.